# Kamil Skaskiewicz
Kamil Skaskiewicz (Białogard, 10 de julio de 1978) es un deportista polaco que compite en lucha libre. Ganó una medalla de plata en el Campeonato Europeo de Lucha de 2013, en la categoría de 96 kg.

## Palmarés internacional
| Campeonato Europeo | Campeonato Europeo | Campeonato Europeo | Campeonato Europeo |
| Año                | Lugar              | Medalla            | Categoría          |
| ------------------ | ------------------ | ------------------ | ------------------ |
| 2013               | Tiflis (Georgia)   | Medalla de plata   | 96 kg              |